# Momir Ilić
Momir Ilić (Момир Илић; Aranđelovac, 22 dicembre 1981) è un ex pallamanista e allenatore di pallamano serbo.

## Palmarès

### Giocatore

#### Club

##### Competizioni nazionali
- Handball-Bundesliga: 3

2009-10, 2011-12, 2012-13
- DHB Pokal: 3

2010-11, 2011-12, 2012-13
- DHB Supercup: 2

2011, 2012
- Nemzeti Bajnokság I: 5

2013-14, 2014-15, 2015-16, 2016-17, 2018-19
- Magyar Kupa: 5

2013-14, 2014-15, 2015-16, 2016-17, 2017-18

##### Competizioni internazionali
- EHF Cup: 1

2008-09
- EHF Champions League: 2

2009-10, 2011-12
- IHF Super Globe: 1
- 2011

- SEHA League: 2

2014-15, 2015-16

#### Nazionale
- Europei

: Serbia 2012

### Allenatore

#### Club

##### Competizioni internazionali
- SEHA League: 1

2020-21